# 何清園
何清園是馬來西亞吉隆坡市中心东南部的一個區域，被漢都亞路（Jalan Hang Tuah）、辛炳路（Jalan San Peng）、陸佑路（Jalan Loke Yew）及富都路（Jalan Pudu）所包圍，毗鄰半山芭、武吉免登、燕美，屬於吉隆坡市區內較早發展之區域，目前何清園的商業區聚集多家服裝批發業者，成為馬來西亞最大服裝的批發中心，吸引馬來西亞各地，乃至新加坡、印尼等地服裝採購商前來批貨。

## 歷史

### 地名由來
在19世紀末，位處當時吉隆坡市中心的何清園仍為原始丘陵，在茨廠街一帶發展逐漸飽和後，開始有華人開始開發此地，在此種植果樹、橡膠及挖礦，並依照當時地主或聚集的住民，分別為這一帶的園口及聚落，取名為「海南園」、「新海南園」、「馬來園」、「蘭桂園」、「林志園」、「葉成園」、「精武園」、「西朗園」、「陳占梅園」等。當時這裡的居民絕大多數為廣東省南來的華工，因此整個社區通行粵語。而在鄰近循人中學的園丘則由印度人聚集，而為數甚少馬來人則多屬住在稱為「皇家屋」之電氣局公務員。由於此地生長著許多被馬來人稱為「Pokok Kenanga」的依蘭樹，因此成為馬來地名由來。直到1932年，一名名叫何清的英殖民政府公共工程局承包商購在其園地上興建一排六間雙層店屋（為今日馬來亞銀行、豐隆銀行何清園分行的位置），這排店屋成為此區的地標，因此當地的華人開始將這些園區統稱為「何清園」。而這排店屋目前僅存新海天茶室舊店（即為今日「綠子批發有限公司」所在地），且在建築的水泥牆上雕有「民國二十一年何清園」9個字，其他建築其餘皆已拆除重建

### 私會黨聚集
何清園昔日以私會黨聞名，許多活躍於吉隆坡一帶的華人組織在何清園開始開發後逐漸入駐，使得這裡成為當地的治安黑區。20世紀50、60年代，何清園華人私會黨有兩大組織，即「二和四」及「十八仔」，另外尚有印度人私會黨，名「386」。甚至在50年代，馬印對抗時期，有13名華裔死囚等候被送上絞台，其家屬驚聞惡耗從四面八方趕來，在鄰近的半山芭監獄大門前進行和平請願，結果遭到鎮暴隊前來強行驅散。當年何清園裡有正義感的黑幫人士就挺身而出，加以阻止，遂與警方發生衝突，場面頓時緊張、混亂。警方衝入何清園裡搜尋，卻無逮捕任何人，顯示當時私會黨在此地的實力龐大，使警方不敢輕舉妄動。直到1969年馬來西亞爆發513事件，以及後期政府的嚴厲打壓之下，80年代起，當地華人私會黨在何清園的影響力才逐漸下降。

### 習武風氣
因私會黨橫行，當時的年輕人要是不會武術，可能遭受欺負，因此早期何清園一帶習武之風頗盛，中國南方許多流派的武術團在此開設武館教授武術，許多馬來西亞的武館及武術家都源自於此。其中，創立於1930年，由黄佐荣、文旺、文祺、尹沾、阮荣，五位武術家在1930年聯手創辦的「聯勝堂」，以集合洪拳、蔡李佛拳、莫家拳、詠春拳、太極拳等各家武功於一家，在1933年遷至何清園，以“雪蘭莪聯勝國術團”註冊，成為此區最大的武館（武館後來遷至半山芭，於2019年改名為“馬來西亞聯勝國術團”
），加上鄰近的“雪隆精武會館”，使得何清園與半山芭成為馬來西亞的習武勝地。

### 服裝產業聚集
馬來西亞獨立之後，國內經濟開始轉向輕工業發展，20世紀60年代時期，開始有紡織及製衣業者進駐在吉隆坡的甲洞及半山芭一帶。進入70年代，開始有業者進駐何清園，當時何清園的製衣廠多為中小型業者，多開設在店屋的二、三、四樓，在製衣業興盛時期，何清園共有超過百家製衣廠聚集，使得這裡成為了製衣業、布匹業及運輸業的首選之地。
1987年經濟風暴後，何清園許多製衣廠面臨資金問題而紛告歇業，何清園的產業開始由成衣製造轉型批發，從泰國、香港、台灣、南韓及印尼等地入口成衣，再批發至巴生谷一帶的服飾店。但隨著香港與台灣製衣產業的衰落，及1998年印尼排華事件後，當地業者開始主力向中國進口成衣。隨著服裝批發中心的名聲開始傳遍全馬，開始成為馬來西亞的成衣批發中心。在2000年後，何清園已經聚集了300多家服裝批發業者，已成為東南亞最大的成衣批發中心之一，在2012年，樓高達17層的何清园批发城開幕後，這裡開始成為東南亞地區主要的穆斯林服裝批發市場，吸引了許多鄰近國家的服裝業者前來採購服飾。

## 組屋區
何清園共有三個組屋區，分別為1969年完工的漢都亞組屋（英語：Hang Tuah Flats），坐落於漢都亞路旁，分為A棟與B棟，共789戶，是吉隆坡市現存历史最悠久的組屋之一。陸佑人民組屋（英語：Loke Yew Flats），坐落於陸佑路旁。以及規模最大的斯里雪蘭莪組屋（英語：Sri Selangor Flats），因坐落於何清園商業區旁的辛炳路，因此也常被稱為辛炳組屋（San Peng Flats），於1972年完工，共有6棟建筑、每棟有16層。

## 何清園批發城
何清園批發城（英語：Kenanga Wholesale City，簡稱KWC），是馬來西亞首个服裝批發商城，位於肯納格路（Jalan Kenanga），面積達50萬平方公尺，商場內共有800個單位，其前身為錫礦場，停採後填回平地。

## 交通
何清園位置介於漢都亞站與半山芭站之間。
轨道交通
| 車站編號       | 車站名称 | 原文名    | 车站服务                            |
| -------------- | -------- | --------- | ----------------------------------- |
| AG09 SP09 MR04 | 漢都亞站 | Hang Tuah | 3 安邦线 4 大城堡线8 吉隆坡單軌列車 |
| AG10 SP10      | 半山芭站 | Pudu      | 3 安邦线 4 大城堡线                 |

## 政治
何清園属于武吉免登国会议席，该议席在马来西亚下议院的代表为来自希盟行动党的方贵伦。